# Bahnhof Sargans
Der Bahnhof Sargans ist ein Schienenverkehrsknotenpunkt in der Schweizer Gemeinde Sargans im Kanton St. Gallen. Er wird von den SBB betrieben und im Fernverkehr sowohl von ihren Zügen als auch den grenzüberschreitenden Zügen der ÖBB bedient.

## Geschichte

### Vereinigte Schweizerbahnen (VSB)

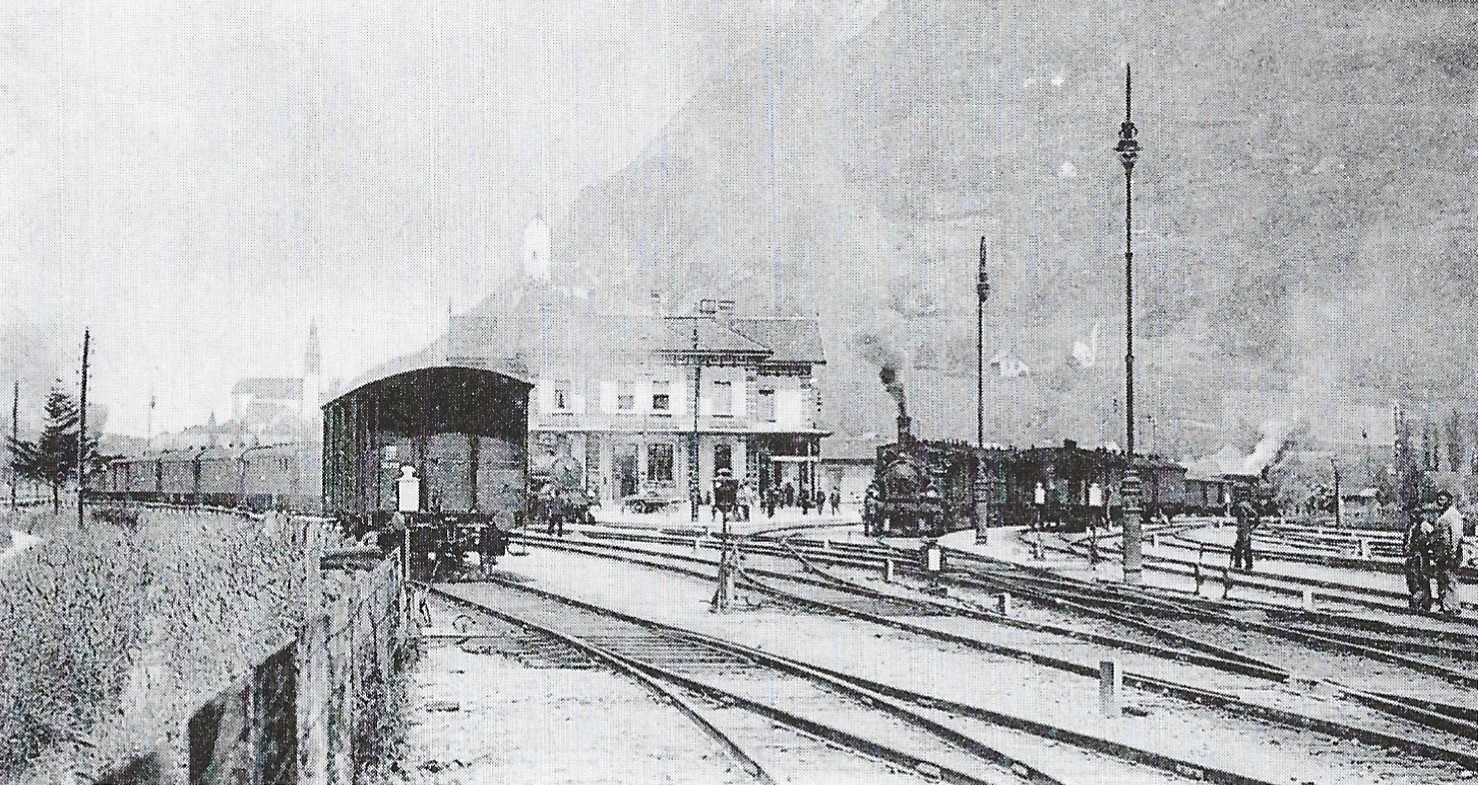
Bahnhof Sargans kurz nach der Verstaatlichung der VSB; links ein Zug von Zürich, rechts Züge von und nach Buchs SG

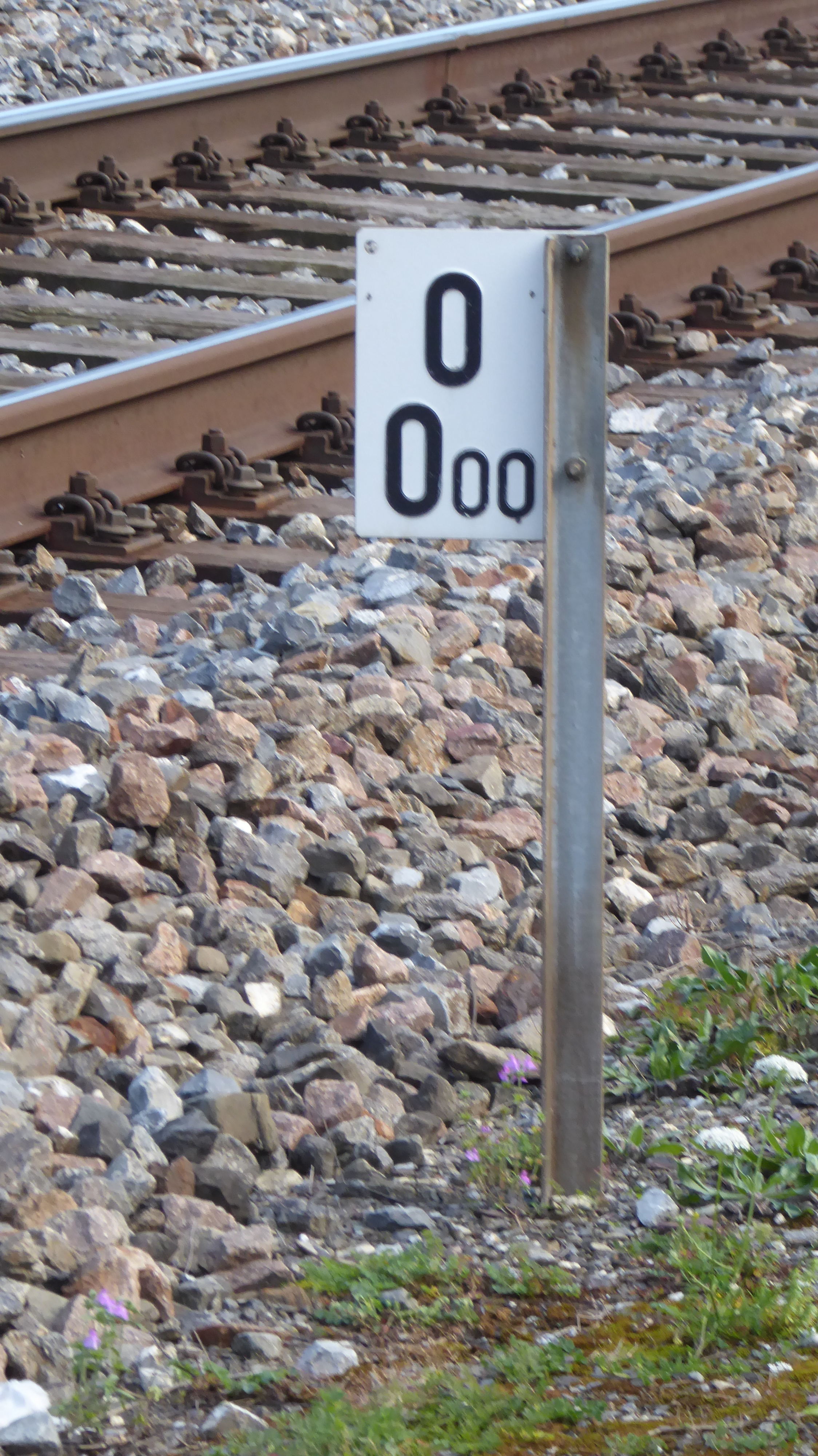
Kilometer Null im Bahnhof Sargans. Die Kilometrierung des ganzen Netzes der VSB hatte ihren Ausgangspunkt in Sargans. Wie das Foto zeigt, wird diese Kilometrierung heute noch benutzt.

Die Vereinigten Schweizerbahnen (VSB) eröffneten den Bahnhof am 1. Juli 1858 im Zuge der Bahnstrecke vom Bodensee nach Chur. Ein Jahr später folgte die in zwei Etappen am 15. Februar und 1. Juli eröffnete Strecke nach Murg, Weesen und Ziegelbrücke, wodurch eine Verbindung über Uznach, Rapperswil (Spitzkehre) und Uster nach Zürich hergestellt wurde.
Bei der Eröffnung war das Aufnahmegebäude lediglich ein Provisorium. 1860 wurde ein definitives Empfangsgebäude erstellt. Bereits seit den frühen Jahren des Bahnbetriebs befanden sich in Sargans eine Lokomotiv- und eine Wagenremise.
Die heutige Hauptlinie via Pfäffikon SZ und Thalwil existiert erst seit 1875 und wurde von der Konkurrentin, der Schweizerischen Nordostbahn (NOB) betrieben, sodass erst nach 1890 einzelne Züge Zürich–Chur über diesen Weg geführt wurden. 1883 waren auf der Seite Chur vor dem damaligen Empfangsgebäude aus dem Jahr 1860 – unweit des bis etwa 1990 bestehenden Güterschuppens – fünf durchgehende Gleise zu finden. Diese führten in Richtung Walenstadt über eine grössere Weichenanlage in vier Gleise südlich des 1884 erstellen Aufnahmegebäudes. In Richtung Rheintal zweigten vier Gleise ab und führten auf der Nordseite des „neuen“ Aufnahmegebäudes vorbei. Gegenüber dem „alten“ Aufnahmegebäude war damals die Drehscheibe und östlich davon die damalige Lokomotivremise. Westlich der Drehscheibe befand sich eine zweigleisige Wagenremise.

### Schweizerische Bundesbahnen (SBB)

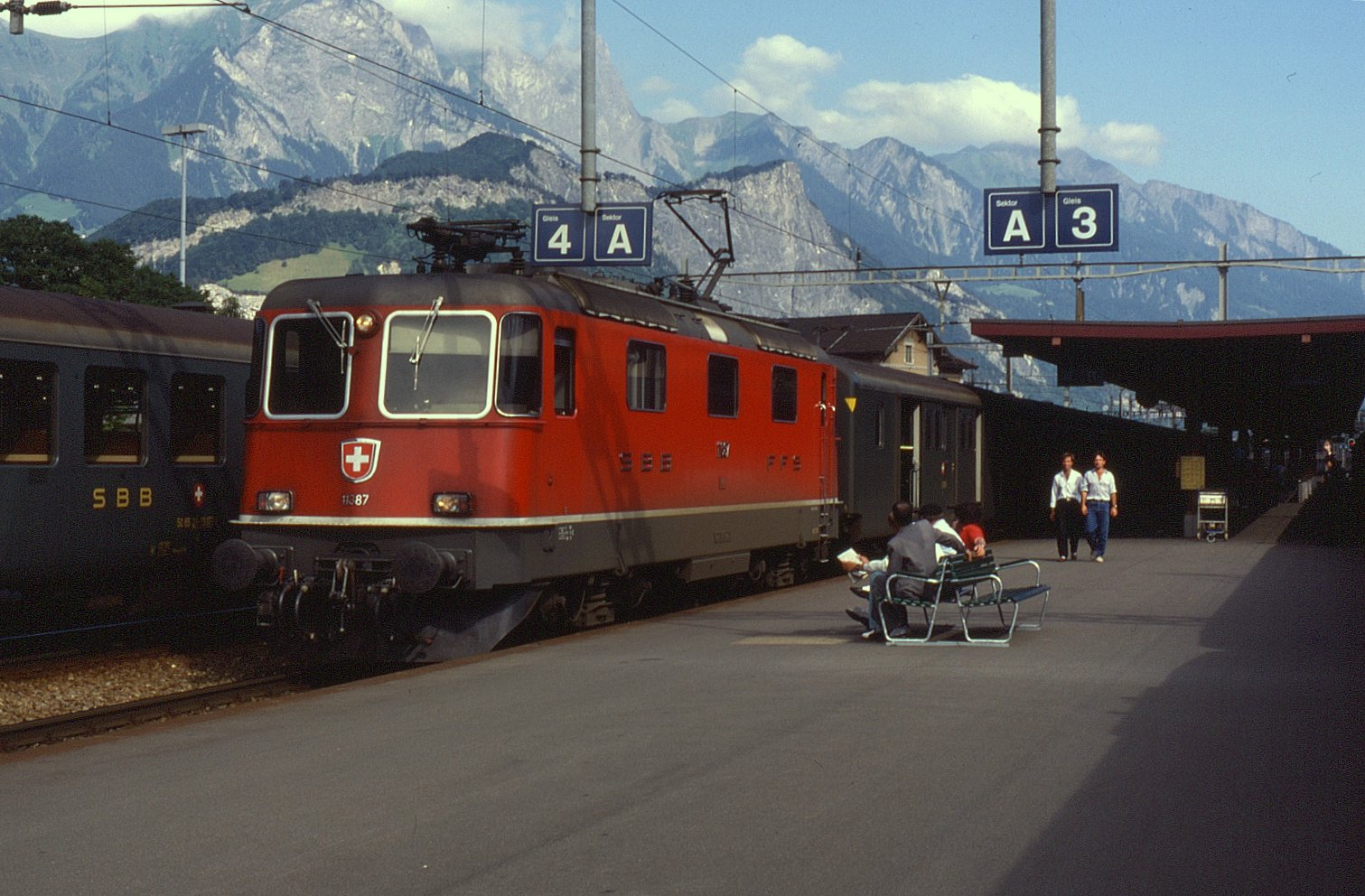
Bahnhof Sargans 1988

Bahnhof Sargans mit den Gleisen Richtung Walensee, 1959

Keilbahnhof; Links die Gleise nach Zürich, rechts nach Buchs, 1959

1902 wurde die VSB verstaatlicht, und der Bahnhof kam in den Besitz der SBB. 1908 führte der Neubau des Lokomotivdepots zu umfassenden Anpassungen der Gleisanlagen.1927/28 wurden die nach Sargans führenden Strecken elektrifiziert. Am 15. Dezember 1927 wurde der elektrische Betrieb von Zürich her bis nach Buchs SG aufgenommen, ab dem 11. Mai 1928 fuhren auch die Züge nach Chur elektrisch. Zu Beginn der 1930er Jahre erweiterten die SBB die Gleisanlagen, unter anderem wegen des steigenden Güterverkehrs mit dem Eisenbergwerk Gonzen. Von 1938 bis 1983 befand sich ein Reiterstellwerk an der Stelle der Verzweigung der Walensee- und der Rheintallinie und ein Rangierstellwerk im südöstlichen Bereich.
Südlich von Sargans zweigt linkerhand die 1983 eröffnete Schlaufe nach Trübbach an der Rheintallinie ab. Sie ermöglicht Güter- und  Reisezügen von Zürich nach Österreich und der S4 die Fahrt ohne Spitzkehre in Sargans. Sie wurde zur selben Zeit wie das neue Stellwerk und die auf der Zürcher Seite des Bahnhofs überdeckten Perrons und Personenunterführungen in Betrieb genommen.

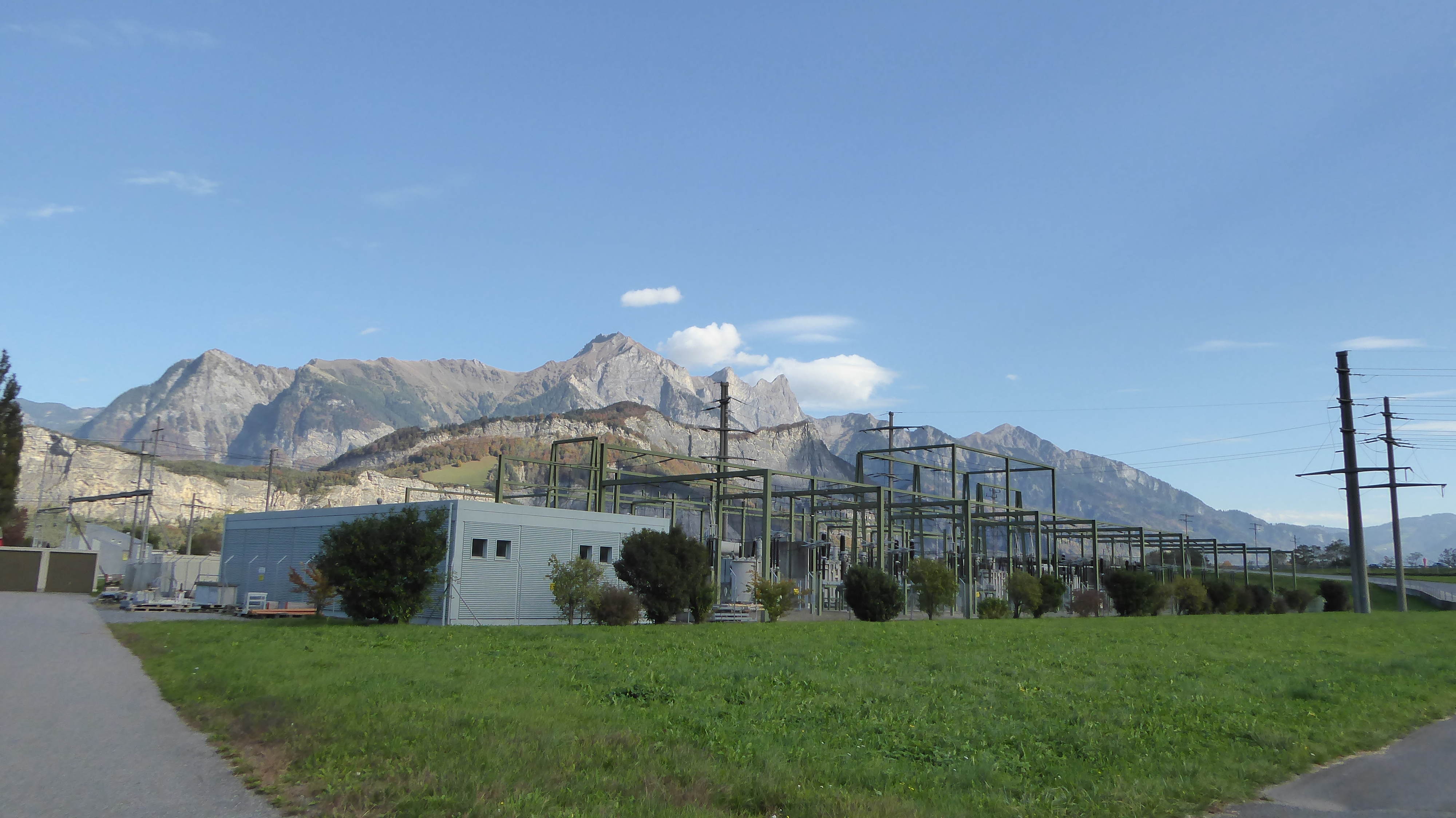
Unterwerk Sargans

2005 bis 2007 erhöhten die SBB die Perrons, bauten die ehemalige Postremise in einen Einkaufsbereich um und verschlankten das Gleisfeld, was eine Erhöhung der Durchfahrgeschwindigkeit ermöglichte. Das Unterwerk aus dem Jahr 1935 mit den 66-kV-Schaltanlagen wurde durch eine 132-kV-Anlage ersetzt, die ein wichtiger Bestandteil der Bahnstromversorgung der Südostschweiz bildet.
Am 18. März 2010 fand der Spatenstich für einen weiteren Umbau des Bahnhofs Sargans statt, bei dem für rund 100 Millionen Franken diverse Projekte realisiert wurden, u. a. ein zusätzlicher Perron an Gleis 7, eine Überbauung im Bahnhofsbereich sowie eine Neuerrichtung der Park- und Ride-Anlage mit 260 Parkplätzen. Zudem wurde für rund 3,3 Millionen Franken in unmittelbarer Bahnhofsnähe ein neuer Bushof mit 9 Haltekanten erstellt.
Ab Dezember 2013 erhielt Sargans mit der Ringlinie S4 von St. Gallen, Herisau, Wattwil, Uznach und Ziegelbrücke nach Sargans und weiter via Buchs, St. Margrethen wieder nach St. Gallen (bzw. umgekehrt) Anschluss an die S-Bahn St. Gallen. Für den Betrieb dieser Strecke errichtete die Südostbahn (SOB) in Sargans ein Depot. Der Rheintal-Express (REX) erhielt ab Dezember 2013 direkten Anschluss in Sargans auf den Intercity nach Zürich, wodurch sich die Fahrzeit vom St. Galler Rheintal nach Zürich wesentlich verringerte.

## Lage

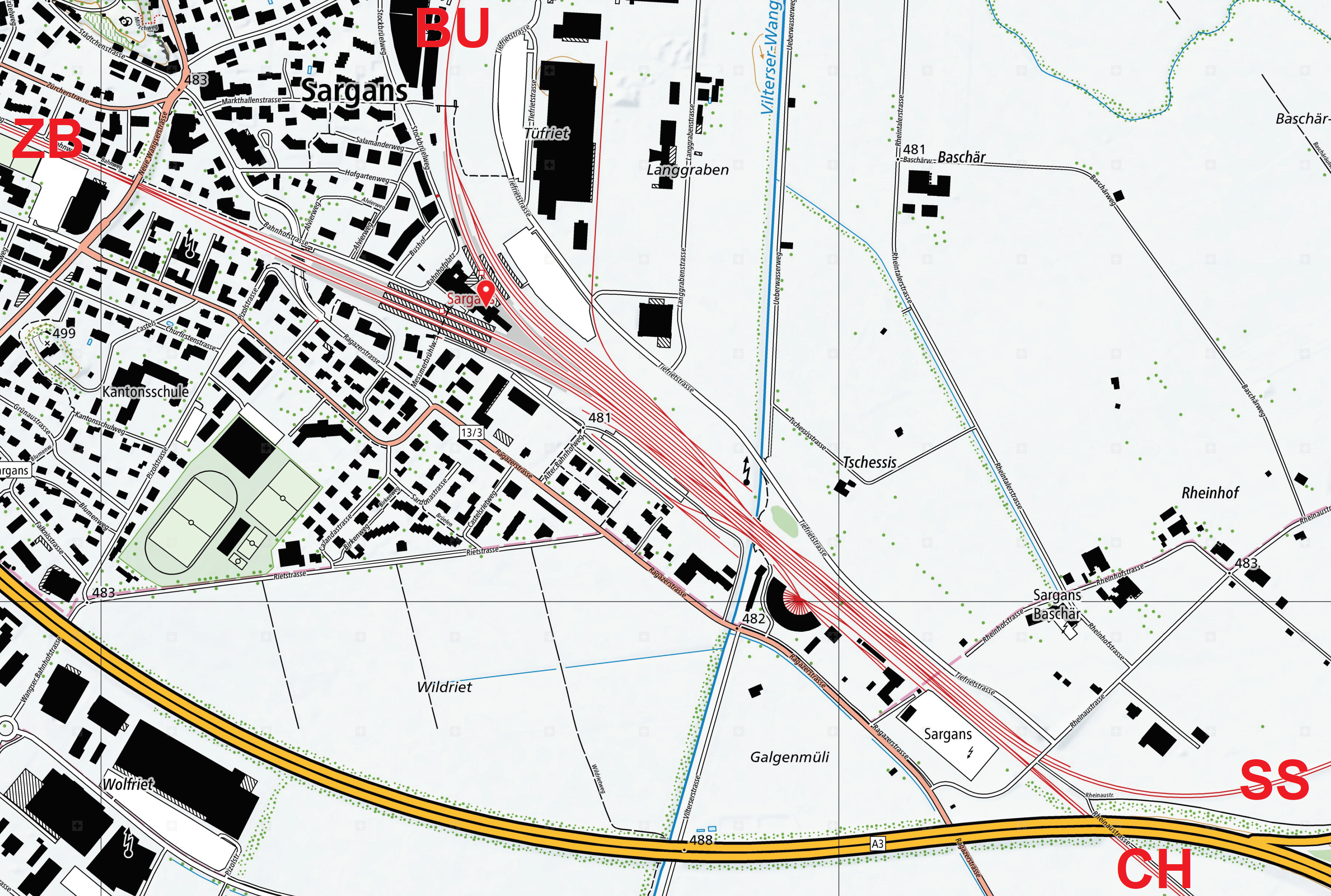
Kartenausschnitt Bahnhof Sargans:
BU: SBB nach Trübbach–Buchs SG
CH: SBB nach Chur
SS: Schleife Sargans: SBB nach Trübbach–Buchs SG
ZB: SBB nach Ziegelbrücke

Der Keilbahnhof bildet die Einmündung der Bahnstrecke Ziegelbrücke–Sargans in die Bahnstrecke Chur–Rorschach. Zudem verkehren diverse Buslinien ins Sarganserland, nach Werdenberg und auch ins Fürstentum Liechtenstein.
Eine Besonderheit des Bahnhofs Sargans ist der weiche, unstabile Untergrund mit dem torfhaltigen Boden und dem hohen Grundwasserspiegel, wie er für die Rheinebene typisch ist. Die Folgen sind ein überdurchschnittlicher Verschleiss an Gleisen und Weichen.
Das Empfangsgebäude des Keilbahnhofs ist zwischen den Gleisen 5 und 6 angelegt. An der nicht an Gleise grenzenden Front des dreieckigen Gebäudes verkehren die Busse. Im Bahnhofgebäude ist ein Coop-Pronto eingemietet. Auf den Gleisen 2 bis 5 (zwei Aussen- und ein Mittelperron) wird der Verkehr von und nach Zürich, d. h. die Züge Zürich–Chur und Zürich–Wien abgewickelt, auf den Perrongleisen 6 und 7 die S-Bahn- und RegioExpress-Züge Chur–Buchs–St. Gallen.
Meistens werden die Gleise nach folgendem Schema genutzt.
- Gleis 2: Züge aus Chur in Richtung Ziegelbrücke und Zürich
- Gleis 3: S12 Richtung Chur / Alle zwei Stunden Zusatz-IC oder ICE nach Chur
- Gleis 4: Züge aus Buchs SG in Richtung Zürich / S17 Richtung Ziegelbrücke–Uznach / Züge aus Zürich in Richtung Buchs–Österreich
- Gleis 5: Fernzüge aus Zürich in Richtung Chur / S4 Richtung Buchs–St.Gallen
- Gleis 6: Züge Rheintal–Sargans (–Chur) / S12 Richtung Chur
- Gleis 7: Züge Rheintal–Sargans (–Chur)

## Verkehr
Im Einzugsbereich des Bahnhof Sargans leben rund 150'000 Einwohner. 2007 verkehrten rund 160 Reise-, 50 Güter- und 40 Lokomotiv- und Dienstzüge. Durchschnittlich stiegen 2018 im Bahnhof Sargans täglich 11'300 Bahnreisende ein und aus. Sargans wird von den folgenden Linien bedient:

### Fernverkehr

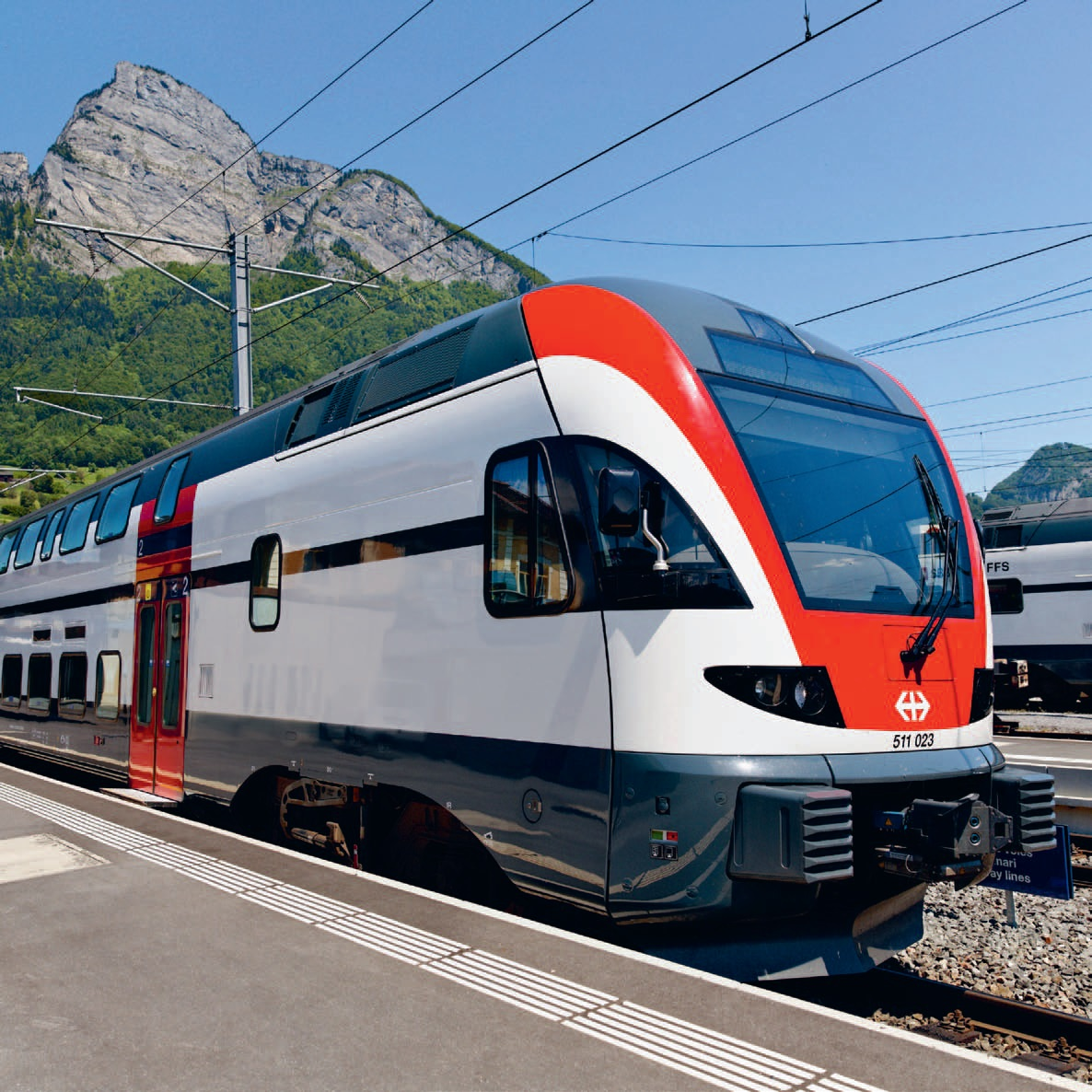
Für die REX Wil–St. Gallen–Chur setzten die SBB ihre RABe 511 ein.

- Zürich HB – Sargans – Buchs SG – Wien (– Budapest/Bratislava)      (Railjet) (ausgesetzt bis Oktober 2024)[10]
- Zürich HB – Buchs SG – Wien (mit EuroNight-Kurswagen nach Prag und Budapest)      (Nightjet) (ausgesetzt bis Oktober 2024)
- Zürich HB – Buchs SG – Graz (mit EuroNight-Kurswagen nach Zagreb)      (Nightjet) (ausgesetzt bis Oktober 2024)
- Zürich HB – Buchs SG – Bischofshofen – Graz      (EC Transalpin) (ausgesetzt bis Oktober 2024)
- Chur – Zürich HB – Basel SBB – Frankfurt – Hamburg-Altona/Kiel
- Genève-Aéroport – Lausanne – Bern – Zürich HB – Chur verkehrt nur zweimal täglich am Wochenende
- 3 Basel SBB – Zürich HB – Chur   BZ FS RZ, ( oder )
- 13 Zürich HB/St. Gallen – Sargans/Chur teilweise , teilweise  FS  (Alpenrhein-Express)
- 35 Bern – Burgdorf – Olten – Zürich HB – Chur  FS  (Aare Linth)

Die internationalen Züge von/nach Österreich halten zwischen Februar 2023 und Oktober 2024 nicht in Sargans, da sie wegen des Doppelspurausbaus Rheintal und weiteren Bauarbeiten im Raum Buchs eine andere Fahrplanlage erhielten.

### Regionalverkehr

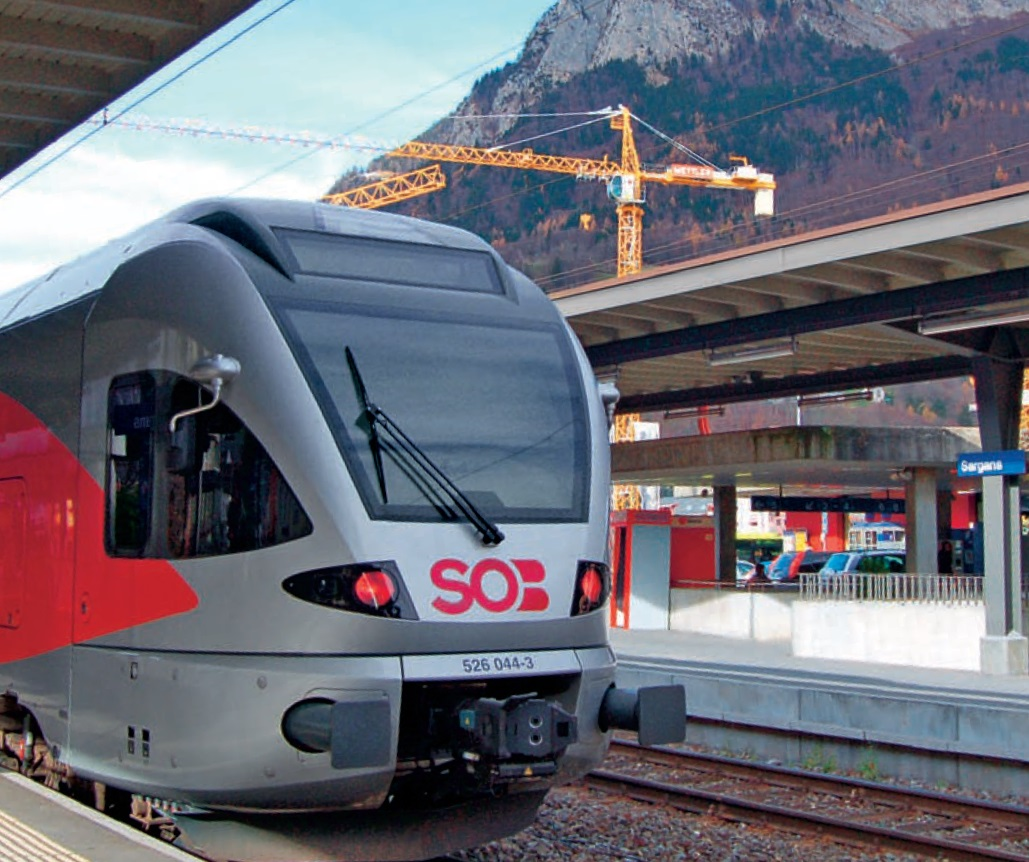
RABe 526 der SOB als Ringzug S4 im Bahnhof Sargans

- St. Gallen – Rorschach – Buchs SG – Sargans (   abends nach Betriebseinstellung des  13)

S-Bahn St. Gallen
- S 4 Rapperswil – Uznach – Wattwil – Herisau – St. Gallen – Rorschach – St. Margrethen – Sargans (SOB) (verkehrt als S17 via Ziegelbrücke weiter nach Rapperswil)
- S 12 Sargans – Chur (Thurbo)
- S 17 Sargans – Ziegelbrücke – Uznach – Rapperswil (SOB) (verkehrt in der Gegenrichtung als S4 via St. Gallen weiter nach Rapperswil)

### Busverkehr
Vom Bahnhof Sargans aus erschliessen mehrere Buslinien die Umgebung in der Schweiz und in Liechtenstein. Sie werden vom Bus Ostschweiz, vom Postauto, von LIEmobil und von Bus und Service Chur betrieben.
- 400 Buchs–Sevelen–Weite–Trübbach–Sargans (Bus Ostschweiz)
- 430 Sargans–Vilters–Wangs–Mels–Sargans (Ringlinie, Bus Ostschweiz)
- 431 Sargans–Oberheiligkreuz–Mels (Bus Ostschweiz)
- 433 Sargans–Mels–Plons–Ragnatsch (Bus Ostschweiz)
- 441 Sargans–Mels–Heiligkreuz–Flums–Flumserberg (Flumserberg-Linie, Postauto)
- 11   Feldkirch–Vaduz–Balzers–Trübbach–Sargans (LIEmobil)
- 12E Vaduz–Trübbach–Sargans (LIEmobil)
- 903 Sargans–Balzers–Vaduz–Schaan–Nendeln–Mauren–Feldkirch (Nachtbus N2, LIEmobil)
- 030 Chur–Bad Ragaz–Sargans–Buchs SG–Gams (Nachtbus N30, Bus und Service Chur)